# Les Villages Vovéens
Les Villages Vovéens é uma comuna francesa na região administrativa do Centro-Vale do Loire, no departamento de Eure-et-Loir. Estende-se por uma área de 62.85 km². Em 2010 a comuna tinha 3 968 habitantes (densidade: 63,1 hab./km²).
Foi criada em 1 de janeiro de 2016, a partir da fusão das antigas comunas de Voves, Montainville, Rouvray-Saint-Florentin e Villeneuve-Saint-Nicolas.